# Congrès UNEF-ID de Montpellier de 1997
C'est dans une atmosphère détendue, tranchant avec les congrès précédents, que s'ouvre à Montpellier le 8 mai 1997 le 75e de congrès de l'UNEF Indépendante et Démocratique.

## Le congrès
Pour son premier congrès la nouvelle majorité affirme la justesse de sa démarche de « syndicalisme de contestation et de proposition ». En effet, pour elle, c'est le changement intervenu en 1994 qui a permis à l'UNEF-ID de redevenir première association étudiante représentative et d'obtenir, dans l'élan du mouvement de 1995 la réforme des premiers et deuxièmes cycles. Mais l'UNEF-ID, qui n'entend pas baisser la garde, demande au gouvernement d'aller plus loin, notamment en matière de statut social de l'étudiant. En interne, la nouvelle majorité s'avère solide puisqu'elle obtient 79 % des mandats. 
De son côté, l'opposition divisée en deux tendances d'importance quasi équivalente TUD, 11 % des mandats, et la Tendance pour une alternative syndicale 10 %.

## Le départ de Pouria Amrishahi
La crise de la MNEF entraîne un renouvellement du bureau de cette mutuelle. L’UNEF-ID décide de participer pour sauver régime étudiant de sécurité sociale. La liste UNEF-ID devant être conduit par Pouria Amirshahi. Le 11 octobre 1998 lors d'un CN extraordinaire celui-ci cède donc son poste de président à Carine Seiler.

## Un premier pas vers la réunification
En janvier 1999, l’UNEF-ID et l’UNEF-SE décident de faire liste commune pour les élections à la MNEF. Cette stratégie leur permet de remporter les élections. Mais elle est surtout un premier pas fait vers la réunification des deux UNEF.

## Sources et références
Archives de la Bibliothèque de documentation internationale contemporaine, Fonds Alexis Corbière.
Presse écrite, notamment Le Monde et le journal de l’UNEF-ID, Étudiant de France dont les premiers numéros sont consultables sur le site du Conservatoire de la mémoire étudiante.